# Mustafa Krantja
Mustafa Krantja, född den 10 april 1921 i Kavaja, Furstendömet Albanien, död den 4 januari 2002, var en albansk dirigent och kompositör. 
Efter skolning i Elbasan blev han lärare. Från 1947 till 1950 studerade han musik i Prag i Tjeckien. Sedan blev han anställd som dirigent för en albansk symfoniorkester. Senare spelade han en viktig roll i uppbyggandet av Opera- och baletteatern. 1962 grundade han Radio Tiranas symfoniorkester och senare orkestern i Statskonservatoriet i Tirana. Han är ihågkommen som dirigent av såväl utländsk som inhemsk operamusik och är upphovsman av ett antal välkända sånger.
Far till Ermir Krantja.